# Astragalus xanthoxiphidiopsis
Astragalus xanthoxiphidiopsis är en ärtväxtart som beskrevs av Karl Heinz Rechinger. Astragalus xanthoxiphidiopsis ingår i släktet vedlar, och familjen ärtväxter. Inga underarter finns listade i Catalogue of Life.